# Покровський провулок (Київ)
Покро́вський прову́лок — провулок у Подільському районі міста Києва, місцевість Поділ. Пролягає від Покровської вулиці до кінця забудови (під горою, на якій розташована Андріївська церква).
Прилучається вулиця Боричів Тік, на перетині з якою провулок через перепад висот пролягає у вигляді сходів.

## Історія

Покровський провулок (парний бік) з боку вулиці Боричів Тік

Є одним з найдавніших провулків Києва, згадується як Гнилий провулок у 1777 році, після пожежі на Подолі 1811 року прокладено під назвою Ольгина вулиця. З 1869 року мав назву Покровський провулок (від однойменної Покровської церкви, поблизу якої пролягає). 
1955 року отримав назву провулок Академіка Зелінського, на честь українського і російського вченого-хіміка Миколи Зелінського.
Назву на честь академіка М. Д. Зелінського до 1990 року мала сусідня Покровська вулиця.
Сучасна (відновлена історична) назва — з 2023 року.

## Пам'ятки історії та архітектури

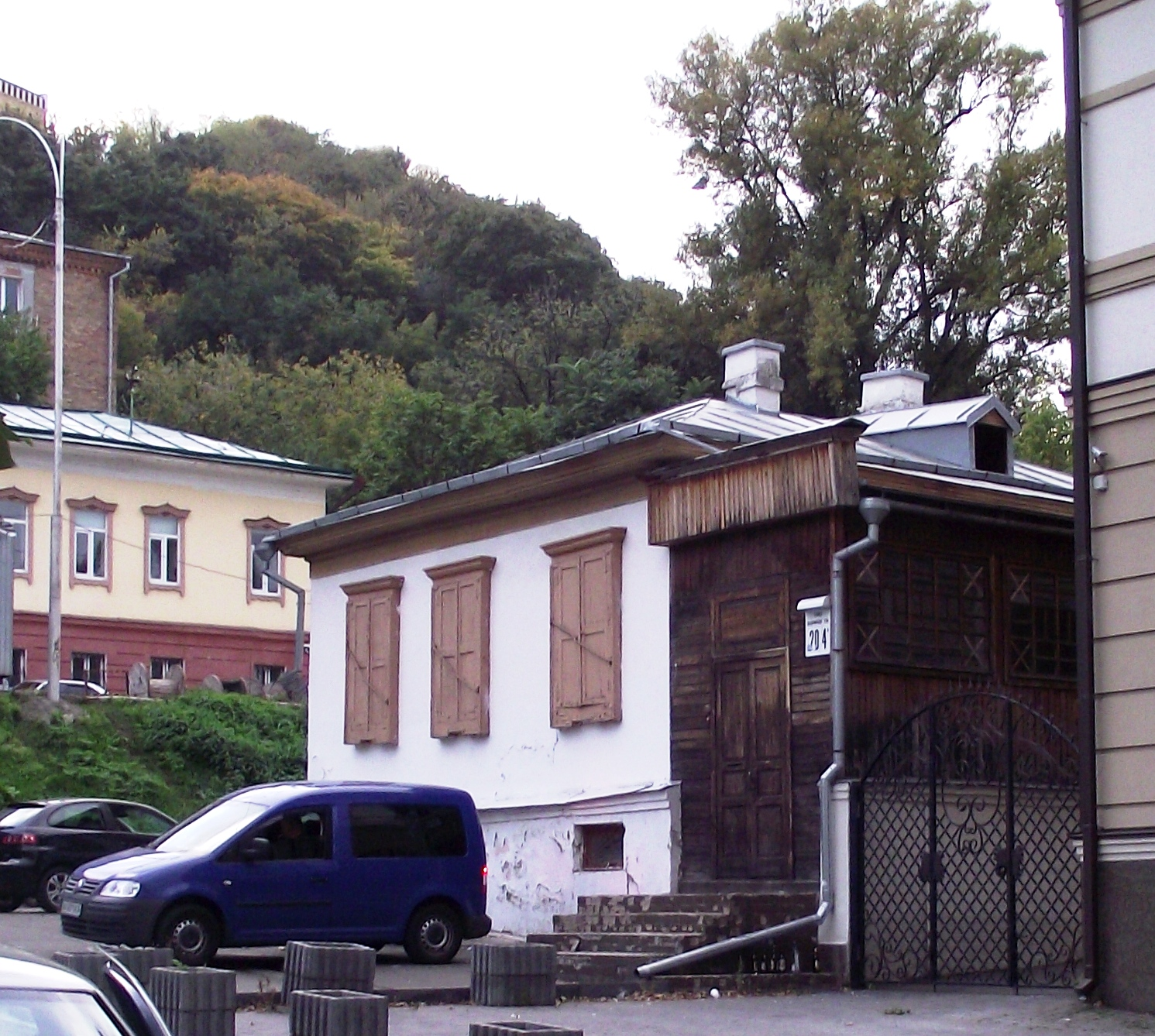
Будинок причту церкви Миколи Доброго. Фасад з боку Покровського провулку

Вигляд пам'ятки з вулиці Боричів Тік

- буд. № 4/20 — будинок причту церкви Миколи Доброго, 1832. Архітектор П. Дубровський. Пам'ятка архітектури. Одноповерховий дерев'яний будинок у стилі класицизму, зразок традиційного міщанського житла київського Подолу першої половини ХІХ ст. За даними ЗМІ, у 2021 році на місці пам'ятки планувалося зведення восьмиповерхового «громадського центру з паркінгом»[5].